# Monte Isola
Monte Isola (lombardul: Muntìzola) település Olaszországban, Lombardia régióban, Brescia megyében. Lakosainak száma 1804 fő (2023. január 1.). Monte Isola Marone, Sale Marasino, Sulzano, Tavernola Bergamasca, Iseo, Parzanica és Sarnico községekkel határos.

## Népesség
A település lakossága az elmúlt években az alábbi módon változott:
| Lakosok száma | 1744 | 1741 | 1804 |
|               | 2017 | 2018 | 2023 |